# Densità energetica
La densità energetica è la quantità di energia immagazzinata in un dato sistema o regione dello spazio per unità di volume o per unità di massa, a seconda del contesto, anche se nel secondo caso si parla più correttamente di energia specifica. In alcuni casi risulta chiaro dal contesto quale quantità sia più idonea: ad esempio, nella missilistica si fa riferimento all'energia per unità di massa, mentre nello studio dei gas in pressione e nella magnetoidrodinamica l'energia per unità di volume è più appropriata.
In alcune applicazioni (quando ad esempio si compara l'efficacia dell'idrogeno come carburante rispetto alla benzina) entrambi i valori sono importanti e devono essere dichiarati esplicitamente.
L'energia per unità di volume ha sempre le stesse unità fisiche ("dimensioni") della pressione, e in molte circostanze è davvero un sinonimo esatto: ad esempio, la densità di energia del campo magnetico può essere espressa (e si comporta) come una pressione in fisica, e l'energia richiesta per comprimere un gas può essere determinata moltiplicando la pressione del gas compresso per la sua variazione di volume.

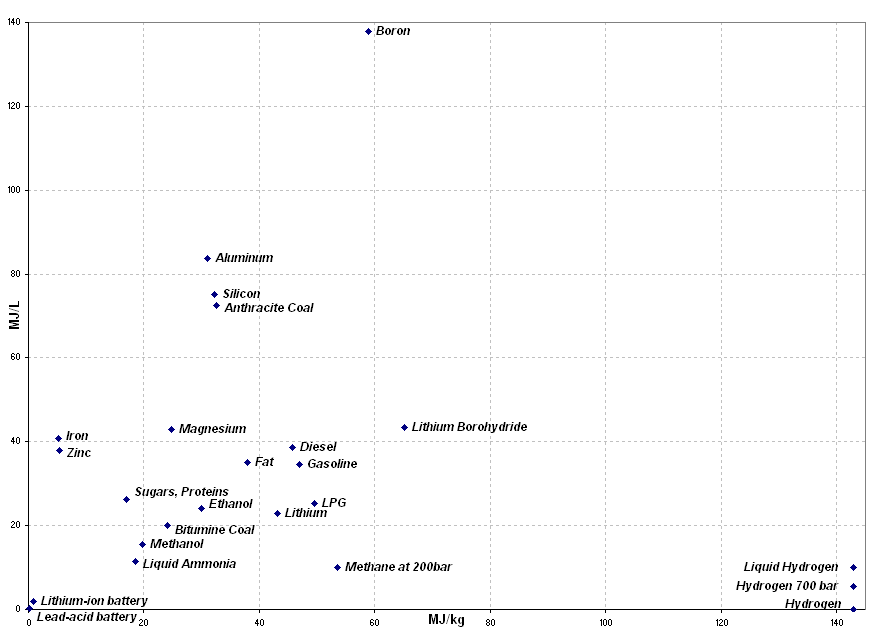
Rapporto di alcune densità di energia:
energia volumetrica rispetto a energia massica

## Densità dell'energia in immagazzinamento e carburanti
Nell'applicazione dello stoccaggio dell'energia, la densità di energia è correlata alla massa di stoccaggio e all'energia che immagazzina. Con una maggiore densità di energia, più energia può essere stoccata o trasportata a parità di massa. Nel contesto di una scelta del carburante più adatto alle proprie disponibilità e necessità, la densità energetica di un carburante viene definita anche energia specifica, anche se in genere, un motore che usi quel combustibile fornirà meno energia a causa delle inefficienze e a considerazioni di termodinamica; per questo il consumo specifico di carburante di un motore sarà maggiore rispetto al reciproco dell'energia specifica di un carburante.
La densità gravimetrica e volumetrica di alcuni carburanti e tecnologie di immagazzinamento (modificate dalla voce inglese riguardante la benzina):
Nota: Alcuni valori possono non essere precisi a causa della presenza di isomeri o di altre irregolarità. Vedere potere calorifico per una tabella che comprende le energie specifiche di alcune fonti e mezzi di trasporto dell'energia significativi o molto abbondanti (sterco, spazzatura).
Questa tabella non contabilizza la massa e il volume dell'ossigeno richiesto per molte reazioni chimiche, che si assume essere liberamente disponibile e presente alle sue concentrazioni abituali nell'atmosfera. In alcuni casi dove questo assunto non è vero (come nel combustibile per razzi), l'ossigeno viene incluso in peso come un ossidante necessario.

### Tavola delle densità di energia
| Tipo di stoccaggio | Densità di energia per massa (MJ/kg) | Densità di energia per volume (MJ/L) | Picco dell'efficienza di recupero % | Efficienza di recupero pratica %                           |
| --- | ------------------------------------ | ------------------------------------ | ----------------------------------- | ---------------------------------------------------------- |
| Equivalenza massa-energia | 89.876.000.000                       |                                      |                                     |                                                            |
| Energia di legame del nucleo di Elio-4 | 683.000.000                          | 8,57 × 1024                          |                                     |                                                            |
| Fusione nucleare dell'idrogeno (fonte di energia del Sole) | 645.000.000                          |                                      |                                     |                                                            |
| Fusione nucleare deuterio-trizio | 337.000.000                          |                                      |                                     |                                                            |
| Fissione nucleare (dell'U 235 puro) (Usato all'80-90% in bombe atomiche e nel reattore nucleare a fissione dei sottomarini nucleari) | 88.250.000                           | 1.500.000.000                        |                                     |                                                            |
| Uranio (naturale) (99,3% U238, 0,7% U235) nel reattore nucleare veloce autofertilizzante | 24,000,000                           |                                      |                                     | 50%                                                        |
| Uranio arricchito (3,5% U235) nel reattore nucleare ad acqua naturale | 3.456.000                            |                                      |                                     | 30%                                                        |
| Isomero Hf-178m2 | 1.326.000                            | 17.649.060                           |                                     |                                                            |
| Uranio naturale (0,7% U235) nel reattore nucleare ad acqua naturale | 443.000                              |                                      |                                     | 30%                                                        |
| Isomero del Ta-180m | 41.340                               | 689.964                              |                                     |                                                            |
| Idrogeno (liquefatto a -235 °C) | 143                                  | 10,1                                 |                                     |                                                            |
| Idrogeno (gassoso compresso a 700 bar) | 143                                  | 5,6                                  |                                     |                                                            |
| Idrogeno (gassoso a temperatura ambiente) | 143                                  | 0,01079                              |                                     |                                                            |
| Berillio (tossico) (bruciato in aria) | 67,6                                 | 125,1                                |                                     |                                                            |
| Boroidruro di litio (bruciato in aria) | 65,2                                 | 43,4                                 |                                     |                                                            |
| Boro (bruciato in aria) | 58,9                                 | 137,8                                |                                     |                                                            |
| Metano (1,013bar, 15 °C) | 55,6                                 | 0,0378                               |                                     |                                                            |
| Gas naturale (compresso) a 200 bar | 53,6                                 | 10                                   |                                     |                                                            |
| GPL: propano | 49,6                                 | 25,3                                 |                                     |                                                            |
| GPL: butano | 49,1                                 | 27,7                                 |                                     |                                                            |
| Benzina | 46,9                                 | 34,6                                 |                                     |                                                            |
| Gasolio/Gasolio da riscaldamento | 45,8                                 | 42,3                                 |                                     |                                                            |
| Plastica: Polietilene | 46,3                                 | 42,6                                 |                                     |                                                            |
| Plastica" Polipropilene | 46,3                                 | 41,7                                 |                                     |                                                            |
| Miscela di etanolo E10 (10% etanolo, 90% benzina per volume) | 43,54                                | 33,72                                |                                     |                                                            |
| Miscela di etanolo E85 (85% etanolo, 10% benzina per volume) | 33,1                                 | 25,65                                |                                     |                                                            |
| Litio (bruciato in aria) | 43,1                                 | 23,0                                 |                                     |                                                            |
| Jet-A / kerosene | 42,8                                 | 33                                   |                                     |                                                            |
| Olio Biodiesel (Olio vegetale) | 42,2                                 | 33                                   |                                     |                                                            |
| DMF (2,5-dimetilfurano) | 42                                   | 37,8                                 |                                     |                                                            |
| Petrolio (secondo la definizione di tonnellata equivalente di petrolio) | 41,87                                | 37                                   |                                     |                                                            |
| Plastica: Polistirene | 41,4                                 | 43,5                                 |                                     |                                                            |
| Metabolismo degli acidi grassi | 38                                   | 35                                   | 22-26%                              |                                                            |
| Butanolo (combustibile) | 36,6                                 | 29,2                                 |                                     |                                                            |
| Energia orbitale specifica della bassa orbita terrestre | ~33                                  |                                      |                                     |                                                            |
| Grafite (bruciata in aria) | 32,7                                 | 72,9                                 |                                     |                                                            |
| Carbone (Antracite) | 32,5                                 | 72,4                                 |                                     | 36%                                                        |
| Silicio (bruciato in aria) | 32,2                                 | 75,1                                 |                                     |                                                            |
| Alluminio (bruciato in aria) | 31,0                                 | 83,8                                 |                                     |                                                            |
| Etanolo | 30                                   | 24                                   |                                     |                                                            |
| Plastica: Poliestere | 26,0                                 | 35,6                                 |                                     |                                                            |
| Magnesio (bruciato in aria) | 24,7                                 | 43,0                                 |                                     |                                                            |
| Carbone bituminoso | 24                                   | 20                                   |                                     |                                                            |
| Plastica:PET | 23,5 (impuro)                        |                                      |                                     |                                                            |
| Metanolo | 19,7                                 | 15,6                                 |                                     |                                                            |
| Idrazina (tossico), con combustione a N2+H2O | 19,5                                 | 19,3                                 |                                     |                                                            |
| Ammoniaca liquida (con combustione a N2+H2O) | 18,6                                 | 11,5                                 |                                     |                                                            |
| Plastica PVC (Tossico da impropria combustione) | 18,0                                 | 25,2                                 |                                     |                                                            |
| Metabolismo degli zuccheri | 17                                   | 26,2 (destrosio)                     | 22-26%                              |                                                            |
| Cl2O7 + CH4 - calcolato | 17,4                                 |                                      |                                     |                                                            |
| Carbone: Lignite | 14-19                                |                                      |                                     |                                                            |
| Calcio (bruciato in aria) | 15,9                                 | 24,6                                 |                                     |                                                            |
| Glucosio | 15,55                                | 23,9                                 |                                     |                                                            |
| Sterco secco di vacca e cammello | 15,5                                 |                                      |                                     |                                                            |
| Legno | 6–17                                 |                                      |                                     |                                                            |
| Sodio (bruciato in umido fino a Idrossido di sodio) | 13,3                                 | 12,8                                 |                                     |                                                            |
| Cl2O7 decomposizione - calcolato | 12,2                                 |                                      |                                     |                                                            |
| Nitrometano | 11,3                                 | 12,9                                 |                                     |                                                            |
| Spazzatura (domestica) | 8-11                                 |                                      |                                     |                                                            |
| Sodio (bruciato in ossido di sodio secco) | 9,1                                  | 8,8                                  |                                     |                                                            |
| Ottanitrocubano esplosivo - calcolato | 8,5                                  | 17                                   |                                     |                                                            |
| Tetranitrotetraedrano esplosivo - calcolato | 8,3                                  |                                      |                                     |                                                            |
| Eptanitrocubano esplosivo - calcolato | 8,2                                  |                                      |                                     |                                                            |
| Dinitroacetilene esplosivo - calcolato | 7,9                                  |                                      |                                     |                                                            |
| Sodio (reagendo con cloro) | 7,035                                |                                      |                                     |                                                            |
| Tetranitrocubano esplosivo - calcolato | 6,95                                 |                                      |                                     |                                                            |
| Ammonal (Al+NH4NO3 ossidante) | 6,9                                  | 12,7                                 |                                     |                                                            |
| Tetranitrometano + idrazina bipropellente - calcolato | 6,6                                  |                                      |                                     |                                                            |
| Esanitrobenzene esplosivo - calcolato | 6,5                                  |                                      |                                     |                                                            |
| Octogen esplosivo - calcolato | 6,3                                  |                                      |                                     |                                                            |
| ANNM (Nitrato ammonio + Nitrometano) | 6,26                                 |                                      |                                     |                                                            |
| Zinco (ossidato in aria) | 5,3                                  | 38,0                                 |                                     |                                                            |
| Plastica:Teflon (tossico da combustione, ritardante la fiamma) | 5,1                                  | 11,2                                 |                                     |                                                            |
| Ferro (ossidato a ossido ferrico) | 5,2                                  | 40,68                                |                                     |                                                            |
| Ferro (ossidato a ossido ferroso) | 4,9                                  | 38,2                                 |                                     |                                                            |
| TNT (esplosivo) | 4,18                                 | 6,92                                 |                                     |                                                            |
| Termite-Cuprica (Al + CuO come ossidante) | 4,13                                 | 20,9                                 |                                     |                                                            |
| Termite (Polvere di Al + Fe2O3 come ossidante) | 4,00                                 | 18,4                                 |                                     |                                                            |
| ANFO (nitrato d'ammonio + gasolio) | 3,7                                  |                                      |                                     |                                                            |
| Decomposizione del Perossido di idrogeno (come mono-propellente) | 2,7                                  | 3,8                                  |                                     |                                                            |
| Batteria a ioni di litio su nanocavi | 2,54-2,72?                           | 29                                   |                                     | 95%                                                        |
| Batteria litio cloruro di tionile | 2,5                                  |                                      |                                     |                                                            |
| condensatore costruito da EEStor (capacità del prodotto venduto in massa) (dato da verificare perché il componente indicato non sembra esistere, alcuni siti indicano la notizia come bufala https://www.greentechmedia.com/articles/read/the-eestor-ultracapacitor-saga-continues) | 2,46                                 | 5,45                                 |                                     |                                                            |
| Acqua transcritica bollente in pressione (220,64 bar a 373,8 °C) | 1,968                                | 0,708                                |                                     |                                                            |
| Penetratore a energia cinetica (APFSDS) | 1,9-3,4                              | 30-54                                |                                     |                                                            |
| Batteria a fluoruro ione | 1,7-(?)                              | 2,8 (?)                              |                                     |                                                            |
| Cella a combustibile rigenerativa (pila a combustibile con riserva interna di idrogeno usata come una batteria) | 1,62                                 |                                      |                                     |                                                            |
| Decomposizione dell'idrazina (tossico) (come monopropellente) | 1,6                                  | 1,6                                  |                                     |                                                            |
| Decomposizione del nitrato d'ammonio (come monopropellente) | 1,4                                  | 2,5                                  |                                     |                                                            |
| Condensatore della EEStor (claimed prototype capacity) | 1,0                                  | 2,18                                 |                                     |                                                            |
| Molla molecolare | ~1                                   |                                      |                                     |                                                            |
| Batteria sodio-solfuro |                                      | 1,23                                 |                                     | 85%                                                        |
| Azoto liquido | 0,77                                 | 0,62                                 |                                     |                                                            |
| Batteria litio-ione | 0,54–0,72                            | 0,9–1,9                              |                                     | 95% Archiviato il 13 settembre 2012 in Internet Archive.   |
| Batteria litio-solfuro | 0,54-1,44                            |                                      |                                     |                                                            |
| Aria compressa a 300 bar (12 °C), senza includere il contenitore | 0,512                                | 0,16                                 |                                     |                                                            |
| Volano (meccanica) | 0,5                                  |                                      |                                     | 81-94%                                                     |
| Proiettile NATO calibro 5,56 × 45 mm | 0,4-0,8                              | 3,2-6,4                              |                                     |                                                            |
| Pila zinco-aria | 0,40 to 1,7                          | 5,9                                  |                                     |                                                            |
| Liquefazione del ghiaccio | 0,335                                | 0,335                                |                                     |                                                            |
| Zinc-bromine flow battery | 0,27–0,306                           |                                      |                                     |                                                            |
| Aria compressa a 20 bar (12 °C), without container | 0,27                                 | 0,01                                 |                                     | 64%                                                        |
| NiMH Battery | 0,22                                 | 0,36                                 |                                     | 60% Archiviato il 3 dicembre 2008 in Internet Archive.     |
| Batteria nichel-cadmio | 0,14-0,22                            |                                      |                                     | 80% Archiviato il 3 dicembre 2008 in Internet Archive.     |
| Batteria piombo-acido | 0,09–0,11                            | 0,14 – 0,17                          |                                     | 75-85% Archiviato il 13 ottobre 2008 in Internet Archive.  |
| Aria compressa in bottiglia a fibre di carbonio (200 bar a 24 °C) | 0,1                                  | 0,1                                  |                                     |                                                            |
| Batteria redox al vanadio | 0,09                                 | 0,1188                               |                                     | 70-75%                                                     |
| Batterie redox al vanadio | 0,18                                 | 0,252                                |                                     | 81%                                                        |
| Aria compressa in bottiglia di acciaio (200 bar a 24 °C) | 0,04                                 | 0,1                                  |                                     |                                                            |
| Condensatore: Supercondensatore Maxwell 3.0V3400F | 0,03096                              | 0,039 (15,3kJ/0.39l)                 |                                     |                                                            |
| Condensatore Supercondensatore | 0,01                                 |                                      | 98,5%                               | 90%                                                        |
| Condensatore | 0,002                                |                                      |                                     |                                                            |
| Energia potenziale dell'acqua in diga (alta 100 m) | 0,001                                | 0,001                                |                                     | 85-90% Archiviato il 23 febbraio 2008 in Internet Archive. |
| Molla (molla di orologio), molla di torsione | 0,0003                               | 0,0006                               |                                     |                                                            |

### Commento alla tabella
Le fonti di energia a maggiore densità sono la fusione nucleare e la fissione nucleare. L'energia del Sole è una forma di fusione nucleare (deuterio-deuterio) che si calcola come disponibile per circa 5 miliardi di anni (sotto forma di luce solare e altre radiazioni), ma attualmente un reattore a fusione in grado di produrre energia elettrica in modo stabile è ancora in fase sperimentale (vedi Tokamak, ITER). La fissione del U-235 nelle centrali nucleari sarà ancora disponibile per milioni di anni a causa della vasta disponibilità dell'elemento sulla Terra (filtrando o facendo evaporare l'acqua di mare, nel sedimento ottenuto si trova cloruro di sodio, manganese, carbonato di calcio e terre rare, tra queste gli attinidi e tra questi l'uranio.).
Il carbone e il petrolio sono le principali fonti di energia primaria negli Stati Uniti ma possiedono una densità energetica molto minore. La combustione delle biomasse locali può soddisfare le limitate necessità di energia domestiche di utenze isolate (case ben coibentate, con cogenerazione) in zone rurali e periferiche (riscaldamento, lampada a olio, ecc.) a livello mondiale.
La densità energetica (quanta energia si ha per unità di peso o volume) non è una misura della efficienza della conversione in energia (energia fornita in rapporto a quella immessa) o energia incorporata (quanto costa in energia la fornitura energetica in rapporto alla coltivazione-estrazione, raffinazione, distribuzione, e la gestione dell'inquinamento). Come ogni processo su larga scala, l'uso intensivo dell'energia causa un impatto sull'ambiente: ad esempio, l'effetto serra, l'accumulo di scorie nucleari, la deforestazione, l'inquinamento dei mari, sono alcune delle conseguenze della scelta tra diversi tipi di energia.
Dividendo per 3,6 le cifre per megajoule/kilogrammo le si convertonon in kilowatt-ora/kilogrammo. L'energia disponibile dall'estrazione da una riserva energetica è sempre meno rispetto all'energia immagazzinata, come spiegato dalle leggi della termodinamica. Nessun particolare metodo di immagazzinamento fornisce il meglio in tutto tra potenza specifica, energia specifica, e densità di energia. La legge di Peukert descrive come la rapidità nell'ottenere una certa quantità di energia dipenda da quanto velocemente la tiriamo fuori.

### Densità gravimetrica
La densità gravimetrica di una batteria è il rapporto tra la quantità di energia in essa contenuta e il suo peso (Wh/kg). Tale unità di misura è utile per determinate il peso complessivo del pacco batterie di un'auto elettrica in base alla quantità di energia che deve essere stoccata a bordo del mezzo per garantirne una data autonomia.

## Densità di energia di campi elettrici e magnetici
I campi elettrici e magnetici contengono energia. Nel vuoto, la densità di energia per unità di volume (in unità SI) è data da
{\displaystyle U={\frac {1}{2}}\varepsilon _{0}{E}^{2}+{\frac {1}{2}}{\frac {{B}^{2}}{\mu _{0}}}},
dove E e B sono rispettivamente i moduli del campo elettrico e di quello magnetico.
Nel contesto della magnetoidrodinamica, la fisica dei fluidi conduttori, la densità di energia magnetica si comporta come un termine di pressione che si somma alla pressione del gas del plasma.
Nella materia, la densità di energia è
{\displaystyle U={\frac {1}{2}}(\mathbf {E} \cdot \mathbf {D} +\mathbf {B} \cdot \mathbf {H} )},
dove D è il vettore induzione elettrica e H è il vettore campo magnetico nella materia.

## Densità energetica dello spazio vuoto
In fisica, l'"energia del vuoto" e l'"energia di punto zero" sono densità volumetriche di energia dello spazio vuoto. Questo concetto è importante nelle due teorie fondamentali in cui è divisa la fisica moderna: la teoria quantistica dei campi e la relatività generale.
Nella relatività generale, la costante cosmologica è proporzionale alla densità di energia dello spazio vuoto; essa può essere misurata dalla curvatura dello spazio; con l'espansione dell'universo la densità di energia cambia.
La teoria quantistica dei campi considera lo stato fondamentale di vuoto non completamente vuoto, ma "riempito" di particelle virtuali e campi. Questi campi sono quantificati come probabilità. Poiché questi campi non hanno un'esistenza permanente vengono chiamati "fluttuazioni di vuoto". Ad esempio, nell'effetto Casimir due piastre metalliche possono causare una variazione della densità di energia di vuoto tra di loro, generando una forza misurabile.
Alcuni credono che l'energia di vuoto possa essere l'"energia oscura" (chiamata anche "quintessenza"), associatà con la costante cosmologica, considerata simile ad una forza di gravità negativa (o antigravità). Le osservazioni sull'espansione dell'universo in accelerazione sembra sostenere la teoria dell'inflazione cosmica, proposta per primo da Alan Guth nel 1981, per cui l'universo nascente passò attraverso una fase di espansione esponenziale spinto da una densità di energia di vuoto negativa (ovvero da una pressione di vuoto positiva).

## Densità energetica del cibo
Nel caso degli alimenti si considera la quantità di energia misurata in kilojoule (kJ) o calorie (cal) per quantità di cibo (misurata in grammi (g) o millilitri (ml)); la densità di energia viene quindi espressa in cal/g, kcal/g, J/g, kJ/g, cal/ml, kcal/ml, J/ml, o kJ/ml; Comunemente si indicano le "calorie" in una porzione, ma queste sono in effetti le "kilocalorie".
Questa energia viene rilasciata quando il cibo è metabolizzato con ossigeno, e vengono prodotti rifiuti quali anidride carbonica e acqua.
Alimenti ad alta densità, come ad esempio un hamburger, hanno densità energetiche di 2.5 kcal/g. Gli olii e i grassi purificati hanno valori più alti, intorno a 9 kcal/g.

## Miscellanea
- Energia cinetica per unità di massa: {\displaystyle {\begin{matrix}{\frac {1}{2}}\end{matrix}}v^{2}} J/kg, dove v e la velocità in m/s.
- Energia potenziale gravitazionale, vicino alla superficie terrestre, per unità di massa m: circa {\displaystyle 9.8h} J/kg, dove h è l'altezza in metri; deriva dalla formula per l'energia potenziale {\displaystyle mgh}, dove g è la costante 9,8 m/s2
- Calore: le energie per unità di massa sono il calore specifico, la differenza di temperatura, il calore latente di fusione, calore specifico di vaporizzazione